# Bill Aucoin
William "Bill" Aucoin, född 29 december 1943 i Ayer, Massachusetts, död 28 juni 2010 i Aventura, Florida, var en amerikansk manager, bland annat för rockgruppen Kiss under deras storhetstid på 1970-talet. Han avled i prostatacancer den 28 juni 2010.  

## Manageruppdrag
- Kiss 1973–1982
- Piper 1975–1978
- Starz 1977–1979
- Manowar 1981
- Billy Idol 1982–1984
- Rising Star 1989–1990
- Flipp 1998–2003
- Crossbreed 2003
- Lordi 2006